# Rudolf Bretthauer
Rudolf Heinrich Wilhelm Bretthauer (* 14. Juli 1882 in Steinhude; † 17. April 1941 in Hannover) war ein deutscher Pädagoge und Politiker (DDP, DStP).

## Leben
Nach dem Abitur am Realgymnasium in Hildesheim studierte Bretthauer bis 1907 Französisch, Englisch und Erdkunde an der Georg-August-Universität Göttingen. Er legte 1908 die Staatsprüfung ab und besuchte das Seminar am Königlichen Gymnasium in Leer. 1909 wurde er als Assessor Hilfslehrer am Realprogymnasium Stadthagen. Noch im gleichen Jahr erhielt er die Ernennung zum Studienrat. Neben seiner Lehrtätigkeit übernahm er die Leitung der Töchterschule in Stadthagen sowie die Leitung einer Privatschule in Steinhude. 1919 wurde er als Studiendirektor Leiter des Stadthagener Realprogymnasiums.
Bretthauer wurde im April 1922 für die DDP in den Landtag des Freistaates Schaumburg-Lippe gewählt und von dort am 22. Mai in die Landesregierung, der er bis zum 6. Juni 1926 angehörte. Sein Landtagsmandat legte er nach seinem Eintritt in die Regierung nieder. Bei der Landtagswahl im Mai 1925 erhielt er erneut einen Sitz im Parlament, musste aber aufgrund seiner fortdauernden Regierungszugehörigkeit darauf verzichten. Vom 7. Oktober 1927 bis zum 14. Juni 1928 sowie vom 29. Juni 1931 bis zum 7. März 1933 war er wiederum Mitglied der Landesregierung, von der Landtagswahl im April 1928 bis zu seiner Mandatsniederlegung 1931 wiederum Mitglied des Schaumburg-Lippischen Landtages.
Bretthauer wurde 1933 als Schulleiter beurlaubt und an das Gymnasium Adolfinum Bückeburg versetzt. Aus gesundheitlichen Gründen beantragte er 1938 eine vorzeitige Entlassung aus dem Schuldienst, der aber nicht stattgegeben wurde, so dass er seine Tätigkeit als Lehrer fortsetzte.